# Paul Appel
Paul Appel (* 12. Juni 1896 in Wolfskehlen bei Darmstadt; † 18. März 1971 in Hamburg) war ein deutscher Lyriker und Essayist.

## Leben
Appel wurde am 12. Juni 1896 in Wolfskehlen im Ried bei Darmstadt geboren. Er studierte nach dem Ersten Weltkrieg Germanistik, Romanistik und Kunstwissenschaft an den Universitäten Bonn, Leipzig und Gießen. Er promovierte 1924 in Gießen zum Dr. phil. mit einer Arbeit zum Thema Die Schilderung der körperlichen Erscheinung des Menschen im deutschen Roman zwischen 1870 und 1900. Nach der Promotion folgte das Referendariat in Darmstadt, Gießen, Butzbach und Homburg. Nach dem Tod seiner ersten Frau Karola von Wachter im Jahr 1925 nahm er eine siebenjährige Unterbrechung der Lehrtätigkeit in Anspruch. In dieser Pause war er zwei Semester als Bildhauer an der Städelschule bei Richard Scheibe und eine Spielzeit als Hilfsdramaturg in Darmstadt tätig. Zuletzt war er Oberstudienrat am Johanneum (Hamburg).
1934 erschienen die ersten Gedichtbände An Marie und Blut und Lächeln. Es folgte 1935 der Band Gedichte (Verlag Langen-Müller, München). 1946 brachte der Verlag Claassen und Goverts in Hamburg in neuer Ausgabe Appels im letzten Kriegsjahr erschienene Neue Gedichte heraus. In seinen bei Hauswedell, Hamburg, erschienenen Essays schrieb er insbesondere über die Bildhauerin Renée Sintenis. Seine letzte Publikation Liedgedichte und Bildgedichte erschien 1965 und sollte Teil einer vierbändigen Reihe werden; diese Bände sollten ungefähr 270 unveröffentlichte Gedichte umfassen.
In den 1950er Jahren erschienen seine Gedichte auch in überregionalen Zeitungen, so u. a. in der Wochenzeitung Die Zeit.

## Darstellung Appels in der bildenden Kunst
Fritz Schwarzbeck: Porträt des Dichters Paul Appel (Büste, Bronze; ausgestellt 1937 auf der Großen Deutschen Kunstausstellung in München)

## Werke
- Die Schilderung der körperlichen Erscheinung des Menschen im deutschen Roman zwischen 1870 und 1900. Dissertation, Gießen, 23. September 1924.
- An Marie. Ellermann, Hamburg 1935.
- Tod und Leben. Verlag der Blätter für die Dichtung, Hamburg 1936.
- Gedichte. Langen-Müller, München 1935.
- Das Gedicht in unserer Zeit. Sponholtz, Hannover 1946.
- Neue Gedichte. Claasen und Goverts, Hamburg 1946.
- Rudolf Hagelstange, Carl Georg Heise und Paul Appel: Renee Sintenis.Aufbau Verlag, Berlin 1947.
- Garten im Herbst. zusammen mit Imre Reiner, Ars librorum, Frankfurt a. M. 1964
- Liedgedichte und Bildgedichte. Roether, Darmstadt 1965.
- Heinrich Tessenow. Hrsg. v. Paula Appel. Hamburg 1973.

## Ehrungen
- 1966: Johann-Heinrich-Merck-Ehrung